# Горожанка (село)

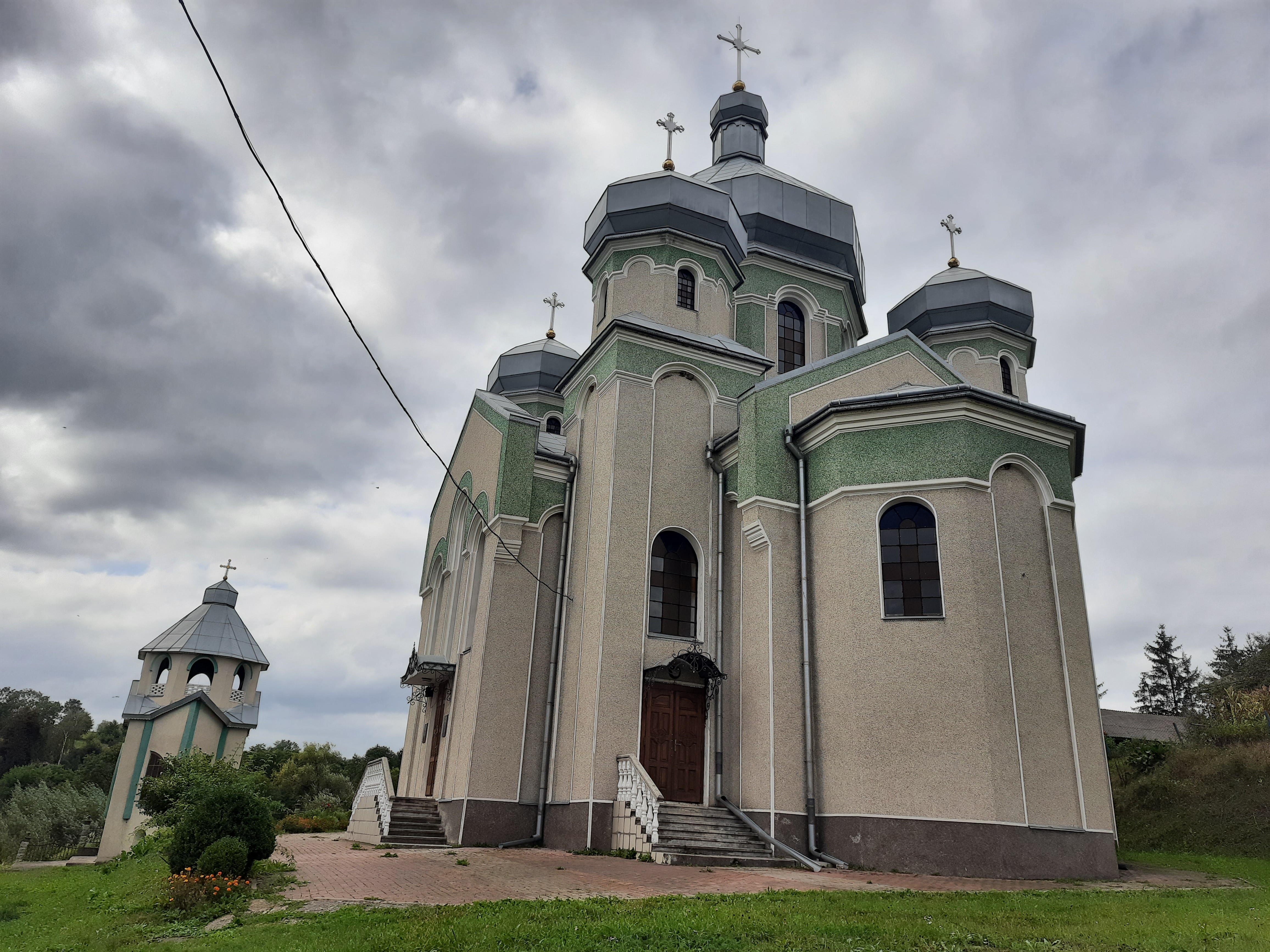
Церква Успіння Пресвятої Богородиці 2001р

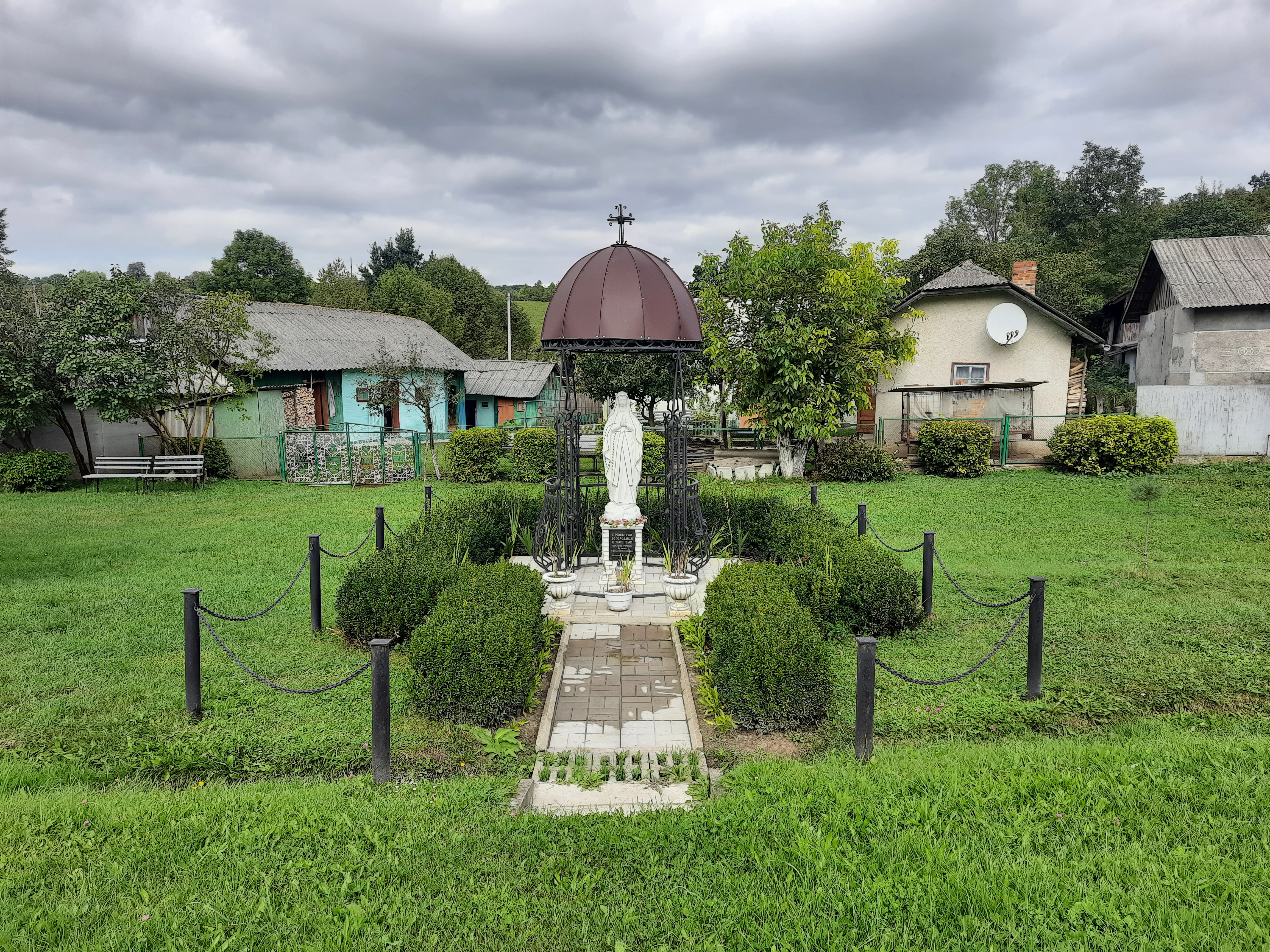
Статуя Божої Матері

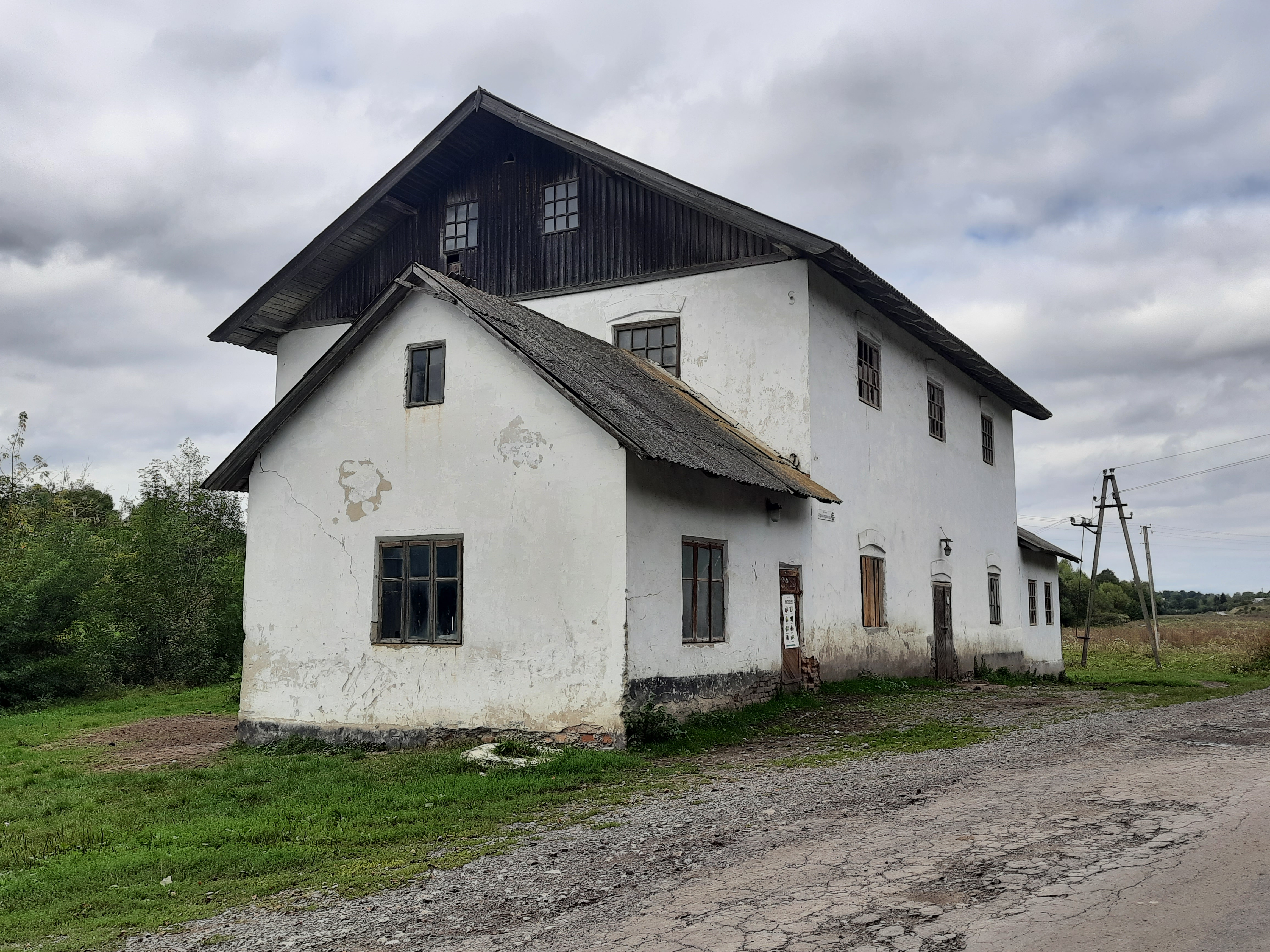
Млин

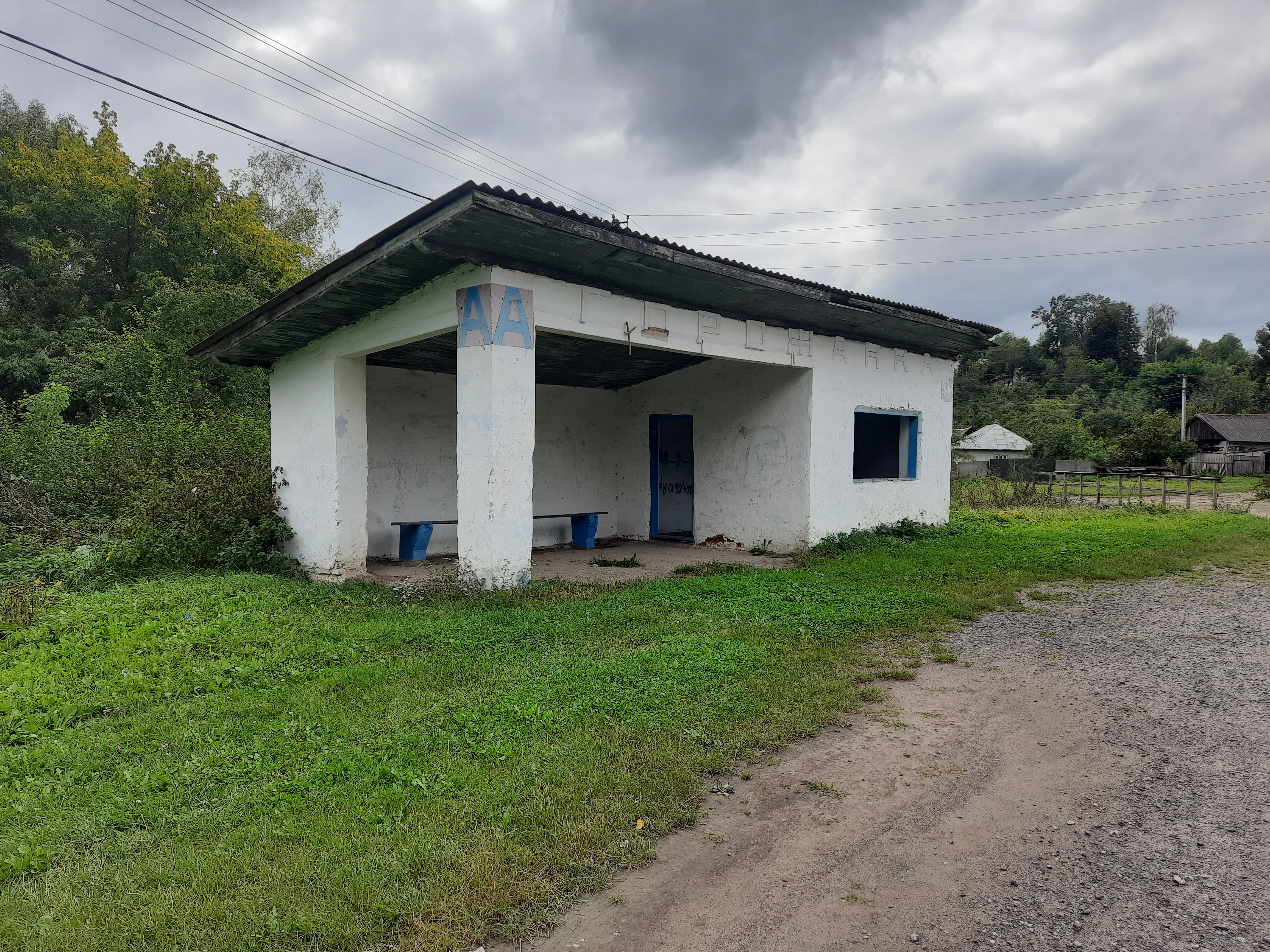
Автобусна зупинка

Горожа́нка — село  в Україні, у Монастириській міській громаді Чортківського району Тернопільської області. Розташоване на річці Горожанка, на сході району. Межує з селами Підлісне, Високе (Чортківського району); Гнильче, Пановичі (Тернопільського району); Кінчаки, Бишів (Івано-Франківського району).
Горожанка розташована в межах географічного регіону Опілля Подільської височини, тому її територія розкинута між мальовничими пагорбами, які розчленовані ярами і долинами. Найвищою точкою є гора Кругла, розташована прямісінько в центрі села. Її висота понад 300 м. Більша частина гори вкрита лісом, який називається Великий Ліс. Інші пагорби, які оточують село, носять назви Плоска, Луки та ін.
До Горожанської сільради входив хутір Саджівка, котрий колись був селом. Також до села відносяться хутори Французівка, Антоникова, Очерети, Камінь, Лиса. 
Основні вулиці: Місто (центральна вулиця), Волощина (по обидва боки річки, дорога на с. Кінчаки), Висоцька (на с. Високе), Гнилецька (дорога на с. Гнильче), Бурти та Долини (по обидва боки річки, дорога на с. Підлісне), Драганівка або Дриганівка (дорога на х. Очерети та с. Бишів). 
До села відноситься великий фруктовий сад, котрий колись належав до горожанського колгоспу «Перше Травня», люди його називають Клімитовський Сад.
Через село проліг автошлях Монастириська — Галич — Івано-Франківськ.
Населення — 1007 осіб (2003).

## Історія
Перша писемна згадка — 1445 як Рожанка. У книгах галицького суду 22 червня 1439 року записана як Грозана (Hrozana). У податковому реєстрі 1515 року в селі Горозана (Horozana) документується піп (отже, уже тоді була церква) і 6 ланів (близько 150 га) оброблюваної землі.
Належала родові Яблонських, за панування яких отримала магдебурзьке право в у 1578 році, яке передбачало використання в діловодстві органів влади міста печатки з власним гербом. Коли саме був створений герб невідомо але він містив сільськогосподарські знаряддя - сніп із навхрест встромленими граблями, вилами і серпом (типові символи для гербів тогочасних містечок і сіл Галичини).
У 1570 Геронім Маковецький (Hieronim Makowiecki; помер бл. 1582; королівський секретар, несвізький намісник; тривалий час був секретарем Миколи Христофора Радзивілла «Чорного») передав брату Яну свої права на частини спадку померлого брата Гжегожа — хорунжого галицького — на місто та село Горожанку (пол. Horozonka), село Волощизну в Галицькому повіті.
1578 р. Горожанка значилась як приватне місто. У 16 ст. тут щосереди відбувались ярмарки.
1620–1621 р. Горожанка зазнала найбільш спустошливих нападів кримських татар.
Пізніше містечко перейшло у власність роду Курдвановських, згодом — Малиновських, у 19 ст. — до Гондорффів. У 1860-х — 1870-х рр. місцева громада користувалася печаткою з зображенням хлібного снопа, у який устромлені серп, граблі й коса (відбитки цієї печатки збереглися в колекції документів відомого львівського краєзнавця 19 ст. Антонія Шнайдера).
Діяло товариство «Просвіта»
У березні 1946 МДБ розстріляло 4 членів ОУН.
Протягом 1962–1966 село належало до Бучацького району. 
12 червня 2020 року, відповідно до розпорядження Кабінету Міністрів України № 724-р «Про визначення адміністративних центрів та затвердження територій територіальних громад Тернопільської області» увійшло до складу Монастириської міської громади.
Після ліквідації Монастириського району 19 липня 2020 року село увійшло до Чортківського району.

## Політика

### Парламентські вибори, 2019
На позачергових парламентських виборах 2019 року у селі функціонувала окрема виборча дільниця № 610715, розташована у приміщенні школи.
Результати
- зареєстровано 552 виборці, явка 53,80%, найбільше голосів віддано за «Слугу народу» — 24,07%, за Радикальну партію Олега Ляшка — 15,93%, за Всеукраїнське об'єднання «Батьківщина» — 15,59%.[7] В одномандатному окрузі найбільше голосів отримав Микола Люшняк (самовисування) — 50,00%, за Романа Василіцького (Об'єднання «Самопоміч») — 14,48%, за Аллу Стечишин (самовисування) — 10,34%[8].

## Населення
Згідно з переписом УРСР 1989 року чисельність наявного населення села становила 1175 осіб, з яких 515 чоловіків та 660 жінок.
За переписом населення України 2001 року в селі мешкало 955 осіб.

### Мова
Розподіл населення за рідною мовою за даними перепису 2001 року:
| Мова       | Чисельність | Відсоток |
| ---------- | ----------- | -------- |
| українська | 955         | 99,8%    |
| румунська  | 1           | 0,1%     |
| російська  | 1           | 0,1%     |
| Усього     | 957         | 100%     |

## Пам'ятки
Є церква Успіння Пресвятої Богородиці (1792; дерев'яна) та нова церква (2001); костел Святого Духа (1723, руїна)
Споруджено пам'ятники:
- воїнам-односельцям, полеглим у німецько-радянській війні (1967, пам'ятник — дві стели на невисокому постаменті[12]),
- воїнам, які загинули під час визволення села (1985),
- воякам УПА (1992).

Насипана символічна могила УСС (1993).

## Соціальна сфера
Діють Горожанська загальноосвітня школа І-ІІІ ступенів, Будинок культури, бібліотека, ФАП, поштове відділення, три магазини.
У школі створено музей історії рідного краю.
За село виступає футбольна команда «Опілля» Горожанка, яка стабільно займає призові місця у районному чемпіонаті і неодноразово ставала чемпіоном району. Також команда брала участь у обласному та міжрайонних (кущових) чемпіонатах. На травень 2012 року — команда є чемпіоном району з футболу.

## Відомі люди

### Народилися
- крайовий провідник ОУН Федір Воробець[13].
- громадський діяч Олекса Голуб'як[14].
- громадський діяч у США Антін Мулик[15].
- український громадський та військовий діяч Михайло Мулик.

## Дані про село
Мале містечко, розташоване у вузькій і довгій долині, вздовж річки Княгиня, яка сьогодні значиться на картах як Горожанка.
Давніше Горожанка становила для себе окрему гміну, а пізніше до неї було приєднано два граничні села, які іменувалися Бурта (на північ) і Волощина, розташована південніше. Назва річки Княгиня існує ще і сьогодні між місцевим населенням. Бере вона початок у селі Дрищеві, на північ із джерела так званого «Вікно», а впадає у Дністер нижче Устя-Зеленого.
Поля Горожанки в деяких місцях рівнинні, а в інших горбисті із середньою урожайністю, переважають вапняні ґрунти. У горі Волощини знаходяться значні поклади вапна.
До Підгаєць 21 км, найближча залізнична станція — Галич.
У містечку є костел, церква, школа двокласна, пошта. На водах Княгині працює 4 млини. Господарка польова в гміні ведеться неспішно. Крім звичайних сортів зерна вирощують різні трави для худоби. З худоби переважає велика рогата і вівці.
Горожанка виступає в городських актах і всіх тогочасних документах як містечко. В останні десятиріччя дано їй назву як всім, хоча базари тижневі і дорожні ярмарки завжди відбувалися. Тільки у 1893 р. старанням гміни признано ту місцевість містечком. Горожанка та її околиці належала до родини Курдвановських, про яких пише Неседський, яка посідала значне місце на Русі і володіла значними багатствами в галицькій землі, він була як людина і громадський діяч. Ця шляхетна родина, а зокрема Михайло Курдвановський і Микола Маковецький фондували також костел у 1727 році. Після тих родин володіли Горожанкою Малиновські, а насамкінець Романовські і Гогендорги. Домашнє господарство, зокрема під наглядом останнього розвивається.
У містечку проводиться в рік 16 ярмарків, на які з'їжджаються люди з десятимильної округи. Відбувалися ярмарки завжди в наступні дні по великодніх святах українських. Наприклад, у другу середу по великодніх українських святах, на так званий «Рахманський Великдень». Місцевий люд пов'язує цей день з повір'ям, що в цей час припливають з водою шкаралупки з освячених яєць, котрі з'їли невільники, що залишились у полоні в татар і турків.
Микола Незведський «Повіт Підгаєцький». — Станіславів, 1896.

## Легенди села

### Нищидів
Десь далеко-далеко з-за горизонту насувалась велика хмара, яка закривала собою весь обрій. Дивність цього явища посилювалася ще й тим, що яскрава суха сонячна погода аж ніяк не віщувала наближення дощу. Все йшло як завжди: малеча весело гралася, дорослі були заклопотані своєю роботою, здавалося, ніщо у світі не зможе порушити спокійне розмірене життя цих мирно працюючих людей. Але в очах деяких людей, особливо старшого віку, почав з'являтися якийсь страх. Він зростав по мірі того, як наближалася хмара і її став супроводжувати незрозумілий для багатьох все наростаючий глухий гул. Скоро і всім стало зрозуміло, що цей гул і хмара — це не наближення якоїсь природної стихії, а курява, здійнята багатьма тисячами копит татарської орди…
Батьки в паніці почали шукати своїх дітей, хапали їх за руки і старалися швидко втікати в напрямі лісу — в очах усіх був жах. Тепер, коли це лихо підійшло так близько, вже не було ніякого сумніву — це татари. Як завжди в такому випадку, порятунку заважала загальна паніка. Село нагадувало мурашник, який по зовсім невідомих причинах старалися покинути його мешканці, у паніці рухаючись в різні сторони, заважаючи один одному. Коли село, мов блискавка, облетіла чутка про наближення татар, рятуватись було вже надто пізно. З усіх сторін почали з'являтися їх напівдикі потворні постаті. Вбиваючи на своєму шляху всіх, хто чинив хоч який-небудь опір, вони все щільніше змикали кільце оточення. Не пройшло і години, як татари, злорадно всміхаючись, ще сп'янілі від свіжої крові своїх жертв, в'язали своїх бранців.
І тільки кільком людям, які в цей час знаходилися за межами села, вдалося врятуватися. Вони і натрапили на козацький загін, просячи порятунку. Козаки швидко почали готуватися до наступу.
Довго повтішалися своєю перемогою і, дощенту сплюндрувавши село, татари з награбованим добром і з невільниками поволі вирушили в дорогу назад у степи. Але раптом досвідченіші невільники побачили якусь зміну в самозакоханих і замкнутих обличчях татар. В них несподівано появився досить відчутний неспокій.
Передовий роз'їзд татар доніс про появу козаків. Довго розмірковував хан над своїми подальшими діями. Прийняти бій з козаками і випробувати долю, чи, позбавитись зайвого «вантажу», втекти без такого бажаного ясиру. В очах пов'язаних, як худоба людей, засвітилася надія на врятування: хтось тихо прошепотів молитву, закликаючи Бога на допомогу; дехто став пильніше прислухатись, чекаючи звідки з'явиться їх надія на життя; а найсміливіші стали щільніше стискатися докупи, готуючись надати козакам всю можливу допомогу…
Але не судилося цьому статися. Короткий змах нагайки поклав край усім їхнім сподіванням. І татари, мов скажені собаки, кинулися рубати всіх нажаханих невільників…
Ця трагедія і дала назву урочищу — Нищидів. І досі милий поглядові природний краєвид, ніби несе в собі негативний заряд тієї далекої події.

### Сімлин
Недалеко за межами горожанських полів стояв величний замок. На вигляд він просто вражав своєю красою. Але ця холодна краса вселяла в навколишніх селян великий жах. Не одне покоління панів жорстоко знущалося з місцевих жителів, роблячи грабіжницькі розбійні виїзди. І кожен, хто про це знав, старався обходити його далеко стороною, не забувши перед цим завбачливо перехреститись.
Одного разу, у наступний після Великодніх свят день до воріт палацу підійшов жебрак. Весь його зовнішній вигляд говорив про незліченну кількість страждань, які йому прийшлося перетерпіти за довге злиденне життя. Ось і зараз змучений далекою дорогою і постійним голодом, який здавалося ось-ось звалить його з ніг, він тремтячою рукою постукав у ковану залізом браму. Кругом як завжди панувала глибока, майже могильна тиша, не було нікого, хто б міг відвернути цю немічну стару людину від необдуманого кроку; і тільки сонце, не зважаючи ні на які земні проблеми, дарувало цьому покинутому Богом місцю своє яскраве життєдайне світло. Не відчуваючи ніякої біди, жебрак ще раз постукав, прислухаючись до дзвінкого еха, яке дзвінко лунало в цьому глухому місці.
У дворі почувся гавкіт собак. На цей звук вибігла здивована і дещо налякана служниця, вона вже і забула, коли в останній раз сюди завертав якийсь подорожній. Швидко пооглядавшись, вона дала старому напитися води і на дорогу шматок хліба. Але все це побачила пані і наказала спустити на жебрака і служницю собак. Вони накинулися на бідолашних і стали нещадно рвати їх одяг і тіло. Навіть для собак, які довгий час прослужили таким жорстоким і черствим до чужого горя людям, ця робота була вже досить звичною справою.
Гавкіт собак, крик на допомогу, цей неймовірний шум почули чумаки, які відпочивали неподалік і врятували двох ледь живих людей від неминучої смерті. Здавалось би кровожерливість панів повинна би бути задоволеною. Але для них цього виявилось замало. І вслід чумакам на розправу вони послали своїх гайдуків. Побачивши загрозливе становище, чумаки відв'язали коней від возів і поїхали в Горожанку по допомогу. Гайдуки гнали своїх коней вслід і стріляли. Декількох чумаків було поранено і вбито. Звуки пострілів донеслися і до села, де в цей час проходив річний рахманський ярмарок. Постріли і втеча людей не викликали ніякого сумніву — це новий кривавий злочин панів. І коли всі побачили, що серед втікачів є поранені і вбиті — це переповнило чашу терпіння. Люди, всі які були: на конях, на возах, пішки, з сокирами, вилами, кинулись на допомогу. Гайдуки відступили. Не роздумуючи, натовп ринув до стін палацу. Панська челядь чинила відчайдушний опір. І тільки тоді, коли замок охопило полум'я, люди відступили.
Це не тільки не зупинило панів, а зробило їх ще більше жорстокішими. І скоро на Горожанку напав озброєний загін драгунів, які були покликані на розправу. Знову пролилася кров невинних людей.
Ще довший час драгуни перебували в селі, «встановлюючи порядок». І досі та вулиця, де були на постої драгуни, називається Драганівкою.
Але сльози і горе людей не пройшли марно і одного дня всю округу сколихнув неймовірної сили гуркіт, стіни палацу стали обвалюватись, все охопило полум'я, і тільки коли все розвіялось і стало ясно, люди побачили на місці ненависного палацу чудове озеро. Беззаконня було покаране — вища сила добра і справедливості перемогла.
Ще довший час люди по інерції обминали це місце. Але час зарубцював і цю рану — і зараз це красиве мальовниче озеро Сімлин є одним з найулюбленіших місць відпочинку.

### Митниця
Дещо в стороні від дороги на Галич, на межі з землями с. Бишева є невелика похила гора — Митниця. З нею пов'язано найбільше легенд, розповідей, забобонів про темні сили: чортів, упирів, відьом; і про обов'язковий блуд, який охоплює кожного подорожнього. Слід відмітити, що ці розповіді і повір'я мали досить реальне підтвердження — були непоодинокі випадки, коли дійсно люди втрачали орієнтацію і довго блукали навколо одного місця, аж поки не натрапляли на когось, хто вказував їм дорогу. А були і трагічні випадки — багато людей замерзало в снігах або топилися в нібито і не глибоких рівчаках з водою.
Блуд мав і своє реальне пояснення, аж ніяк не пов'язане з дією потойбічних сил. Люди, виснажені важкою працею і голодом (зокрема в час переднівку), доповненим довготривалими постами, хворіли на так звані «сліпоти». Вже надвечір, коли за нормальних обставин ще досить добре все навкруги видно, люди втрачали зір. І це якнайбільше сприяло блудові. А людська фантазія, народні традиції і повір'я, посилені майже суцільною безграмотністю і неосвіченістю давали просто величезну базу для відьомських пояснень цього явища.
Сама назва гори має і достовірні історичні корені. На ній розміщалися митні кордони для збору мита з людей, які їхали торгувати на місцевий ринок. І досі збереглося кілька прізвищ Митник, походження яких має те ж джерело.